# Anaissus
Anaissus là một chi bọ cánh cứng trong họ 
Elateridae.
Chi này được miêu tả khoa học năm 1857 bởi Candèze.

## Các loài
Các loài trong chi này gồm:
- Anaissus anandra Calder, 1978
- Anaissus aurantium Calder, 1978
- Anaissus calderi Riese, 2007
- Anaissus chassaini Riese, 2007
- Anaissus franciscoloi Riese, 2007
- Anaissus fuscipes Calder, 1978
- Anaissus girardi Riese, 2007
- Anaissus marialuisae Riese, 2007
- Anaissus penai (Gollner-Scheiding, 1970)
- Anaissus porioni Riese, 2007
- Anaissus tarsalis Candèze, 1857